# Slașoma, Mehedinți
Slașoma este un sat în comuna Pădina din județul Mehedinți, Oltenia, România.